# Huachipaeri jezik
Huachipaeri jezik (huachipaire, “mashco”, wacipaire; ISO 639-3: hug), indijanski jezik srodan amarakaerskom, porodica harakmbet, kojim govori 310 ljudi (2000) na gornjem toku Madre de Dios i rijeci Keros u Peruu. 
Etnička grupa se sastoji od nekoliko lokalnih skupina (12 Sapiteri, 10 Toyeri, 20 Arasairi, 50 Manuquiari, 36 do 50 Pukirieri ili Puncuri) koje govore raznim dijalektima: huachipaire, sapiteri, toyeri (toyoeri, tuyuneri), arasairi.

## Vanjske poveznice
- Ethnologue (14th)
- Ethnologue (15th)